# Villyaellenite
La villyaellenite est une espèce minérale du groupe des arséniates et du sous-groupe des arséniates hydratés sans anions étrangers, de formule (Mn2+,Ca,Zn)5(AsO4)2(AsO3OH)2,4H2O, pouvant présenter des traces de zinc, de calcium et de fer.

## Inventeur et étymologie
La villyaellenite a été décrite en 1984 par Halil Sarp ; elle fut nommée ainsi en l'honneur de Villy Aellen, directeur du Muséum d'histoire naturelle de Genève en Suisse.

## Topotype
- Sainte-Marie-aux-Mines (Markirch), Haut-Rhin, Alsace, France[2]
- Les échantillons de référence sont déposés au Muséum d'Histoire Naturelle de Genève, en Suisse.

## Cristallographie
- Paramètres de la maille conventionnelle : a = 18.015-18.515 Å, b = 9.261-9.484 Å, c = 9.770-10.000 Å, β = 96.238°, Z = 4, V=1620.34 Å3
- Densité calculée = 3,24-3,72

## Cristallochimie
- La villyaellenite forme une série avec la sainfeldite.
- Elle fait partie d'un groupe de minéraux isostructuraux : le groupe de l'huréaulite.

### Groupe de l'huréaulite
- Huréaulite : Mn2+5(PO3OH)2(PO4)2,4(H2O), C 2/c; 2/m
- Miguelroméroïte : Mn2+5(AsO3OH)2(AsO4)2,4(H2O), C 2/c; 2/m
- Nyholmite : Cd3Zn2(AsO3OH)2(AsO4)2,4(H2O), C 2/c; 2/m
- Sainfeldite : Ca5(AsO3OH)2(AsO4)2,4(H2O), C 2/c; 2/m
- Villyaellenite : Mn2Ca2(AsO3OH)2(AsO4)2,4(H2O), C 2/c; 2/m

## Gîtologie
La villyaellenite a plusieurs origines différentes :
- Il s'agit d'un rare produit de réaction, à basse température, de la gangue carbonée au contact de solutions arsénicales dérivées de l'arsenic (Sainte-Marie-aux-Mines, France)
- Elle provient de la zone oxydée d'un dépôt de métaux riches en arsenic (Mapim'ı, Mexique)
- Elle provient d'un gisement de zinc stratiforme métamorphosé (Sterling Hill, New Jersey, États-Unis).

### Minéraux associés
- Fluckite, picropharmacolite, pharmacolite, arsenic (Sainte-Marie-aux-Mines, France);
- Ogdensburgite, arséniosidérite, chalcophanite, adamite, oxydes Fe–Mn (Mapim´ı, Mexique);
- Manganocalcite, willémite, franklinite (Sterling Hill, New Jersey, États-Unis).

## Habitus
La villyaellenite se présente souvent sous la forme de cristaux tabulaires à prismatiques pouvant atteindre 4 centimètres, mais aussi en rosettes et en agrégats radiés.

## Gisements remarquables
- Chili

Veta Negra Mine, Pampa Larga district, Tierra Amarilla, Copiapó Province, Région d'Atacama
- États-Unis

Sterling Mine, Sterling Hill, Ogdensburg, Franklin Mining District, Comté de Sussex, New Jersey
- France

Sainte-Marie-aux-Mines (Markirch), Haut-Rhin, Alsace
- Japon

Gozaisho mine, Iwaki, Préfecture de Fukushima, Tōhoku, Honshū
- Mexique

La Cigueña vein ?, Ojuela Mine, Mapimí, Mun. de Mapimí, État de Durango
- République Tchèque

Jáchymov (St Joachimsthal), Jáchymov (St Joachimsthal) District, Krušné Hory Mts (Erzgebirge), Karlovy Vary Region, Bohême
- Roumanie

Sacarîmb (Sãcãrâmb; Szekerembe; Nagyág), Hunedoara Co.